# Shizuoka prefektur
Shizuoka prefektur (静岡県; Shizuoka-ken) är en prefektur i Chūburegionen på ön Honshu i centrala Japan. Huvudort är staden Shizuoka.
Tillsammans med Gifu prefektur, Aichi prefektur och Mie prefektur så tillhör Shizuoka området Tōkai.

## Administrativ indelning
Prefekturen var år 2016 indelad i 23 städer (-shi) och tolv kommuner (-chō och -machi). Kommunerna grupperas i fem distrikt (-gun). Distrikten har ingen administrativ funktion utan fungerar i huvudsak som postadressområden.
Hamamatsu och Shizuoka har speciell status som signifikanta städer (seirei shitei toshi).
Städer:
- Atami, Fuji, Fujieda, Fujinomiya, Fukuroi, Gotemba, Hamamatsu, Ito, Iwata, Izu, Izunokuni, Kakegawa, Kikugawa, Kosai, Makinohara, Mishima, Numazu, Omaezaki, Shimada, Shimoda, Shizuoka, Susono, Yaizu

Distrikt och kommuner:
| - Haibara distrikt - Kawanehon - Yoshida - Kamo distrikt - Higashiizu - Kawazu - Matsuzaki - Minamiizu - Nishiizu | - Shuchi distrikt - Mori - Sunto distrikt - Nagaizumi - Oyama - Shimizu - Tagata distrikt - Kannami |

## Näringsliv
Shizuoka är känt för odling av grönt te och är den prefektur som har flest odlingar och den största produktionen. Wasabi började odlas i Shizuoka och prefekturen har störst produktion i Japan.
Honda, Yamaha och Suzuki som är de tre största motorcykeltillverkarna är alla baserade i Shizuoka och 66% av Japans motorcykelproduktion finns där. Förutom Yamaha är fler tillverkare av musikinstrument baserade i prefekturen till exempel Roland, och Kawai och hela Japans produktion av pianon sker där.

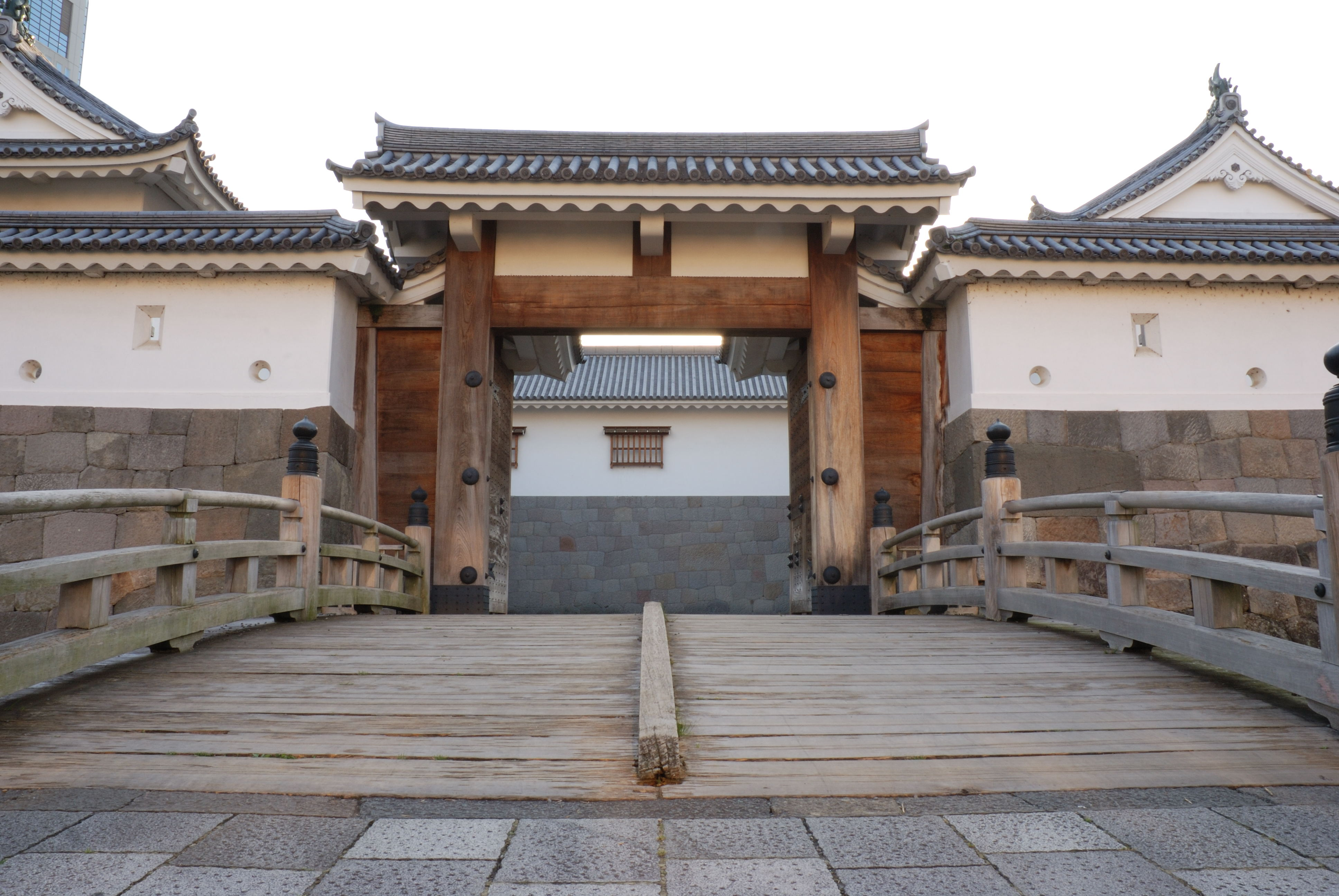
Ingången till slottet Sunpu
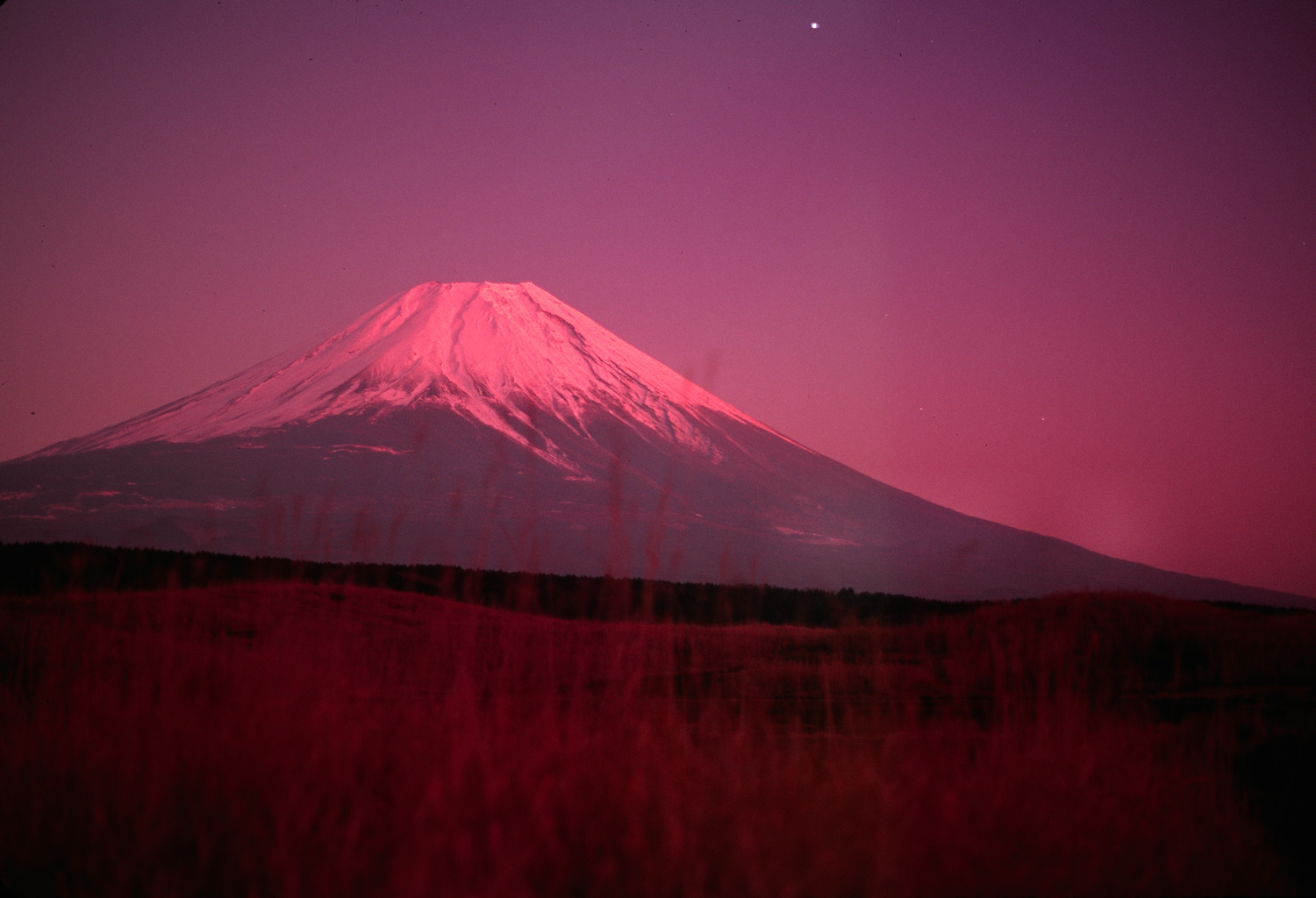
Fuji i solnedgång

- Wikimedia Commons har media som rör Shizuoka prefektur.